# Atilio Cremaschi
Atilio Cremaschi Oyarzún, meglio noto come Atilio Cremaschi (Punta Arenas, 8 marzo 1923 – Santiago del Cile, 3 settembre 2007), è stato un calciatore cileno, di origine italiane, di ruolo attaccante.

## Caratteristiche tecniche
Abile goleador, in campo era leader e combattente. Coniugava un coraggio da guerriero ad una notevole velocità e talento.

## Carriera

### Club
Cominciò la sua carriera nelle file dell'Unión Española, con la quale vinse due campionati.
Nel 1953 passò al Colo-Colo, in cui giocò per sei stagioni e realizzò 49 gol in 108 partite ufficiali. Conquistò altri due campionati e una Copa Chile.
Terminò la carriera nel Rangers de Talca.

### Nazionale
Con la nazionale cilena partecipò ai Mondiali del 1950 e fu autore di una doppietta nella partita Cile-Stati Uniti (5-2).
Fece anche parte delle selezioni cilene ai campeonati sudamericani de selecciones nel 1946, 1949 e 1953 realizzando in totale 6 reti.

## Palmarès
- Campionato cileno: 4

Unión Española: 1943, 1951
Colo-Colo: 1953, 1956
- Copa Chile: 1

Colo-Colo: 1958